# Alts Alps
Els Alts Alps (05) (francès Hautes-Alpes, occità Auts Aups) és un departament francès situat a la regió de Provença-Alps-Costa Blava. La seva capital és Gap.

## Geografia
El departament és situat en el sud-est de França. Limita al nord amb la Savoia, a l'est amb Itàlia (Piemont), al sud amb els Alps de l'Alta Provença, a l'oest amb la Droma i al nord-oest amb la Isèra.

## Història
Els Alts Alps és un dels vuitanta-tres departaments creats el 4 de març de 1790, en aplicació de la llei del 22 de desembre de 1789, durant la Revolució Francesa. Va ser creat a partir de la part sud-est del Delfinat i del nord de la Provença.

## Administració
Un prefecte nomenat pel govern francès és l'alta representació estatal i un consell de 30 membres escollits per sufragi universal nomena un president, que deté el poder executiu.
El departament és dividit en 2 districtes, 15 cantons, 8 estructures intercomunals i 164 comunes.